# Chiromantia parva
La Chiromantia parva o Chiromantia Adelardi (in latino piccola chiromanzia o chiromanzia di Adelardo) è un testo di chiromanzia, il terzo in assoluto dopo il salterio di Eadwine e la chiromanzia di Sloane. È considerato il primo manuale dell'Occidente strutturato in maniera organica. Dei quattro manoscritti oggi rimasti, due si attribuiscono ad Adelardo di Bath.
L'autore descrive sistematicamente la topografia della mano, prendendo in considerazione le tre linee dette "naturali". Dà anche un elenco di predizioni che possono essere associate alla manifestazione dei segni sulla mano in relazione al luogo in cui si verificano.
Inoltre, si narra la mitica storia della nascita della chiromanzia. Il testo parla di un anacoreta che, in pena a causa della malattia del fratello, pregò Dio perché lo aiutasse. Le sue preghiere furono accolte attraverso una statua di marmo, con una mano d'uomo e una di donna che presentavano dei segni chiromantici. Quindi la chiromanzia sarebbe stata trovata da Maneanus, un filosofo arabo convertito e successivamente ribattezzato Eadmundus, e trascritta in greco, da cui Adulwardus (Adelardo) l'avrebbe tratta per tradurla in latino.